# Rosenberggarnele
Die Rosenberggarnele Macrobrachium rosenbergii ist eine von etwa 270 Arten innerhalb der Gattung der Großarmgarnelen (Macrobrachium), die zur Unterordnung der Caridea gezählt wird. Die Krebstiere, die umgangssprachlich auch „Garnelen“ genannt werden, sind Allesfresser, die als ausgewachsene Tiere ausschließlich im Süßwasser leben, deren Larven jedoch auf Brackwasser angewiesen sind. Für den menschlichen Verzehr werden jährlich knapp 300.000 Tonnen Rosenberggarnelen in Aquakultur gezüchtet.
Die Art, die mitunter auch als „Süßwassergarnele“ bezeichnet wird, wurde nach dem deutschen Naturforscher Hermann von Rosenberg benannt.

## Verbreitungsgebiet und Lebensraum

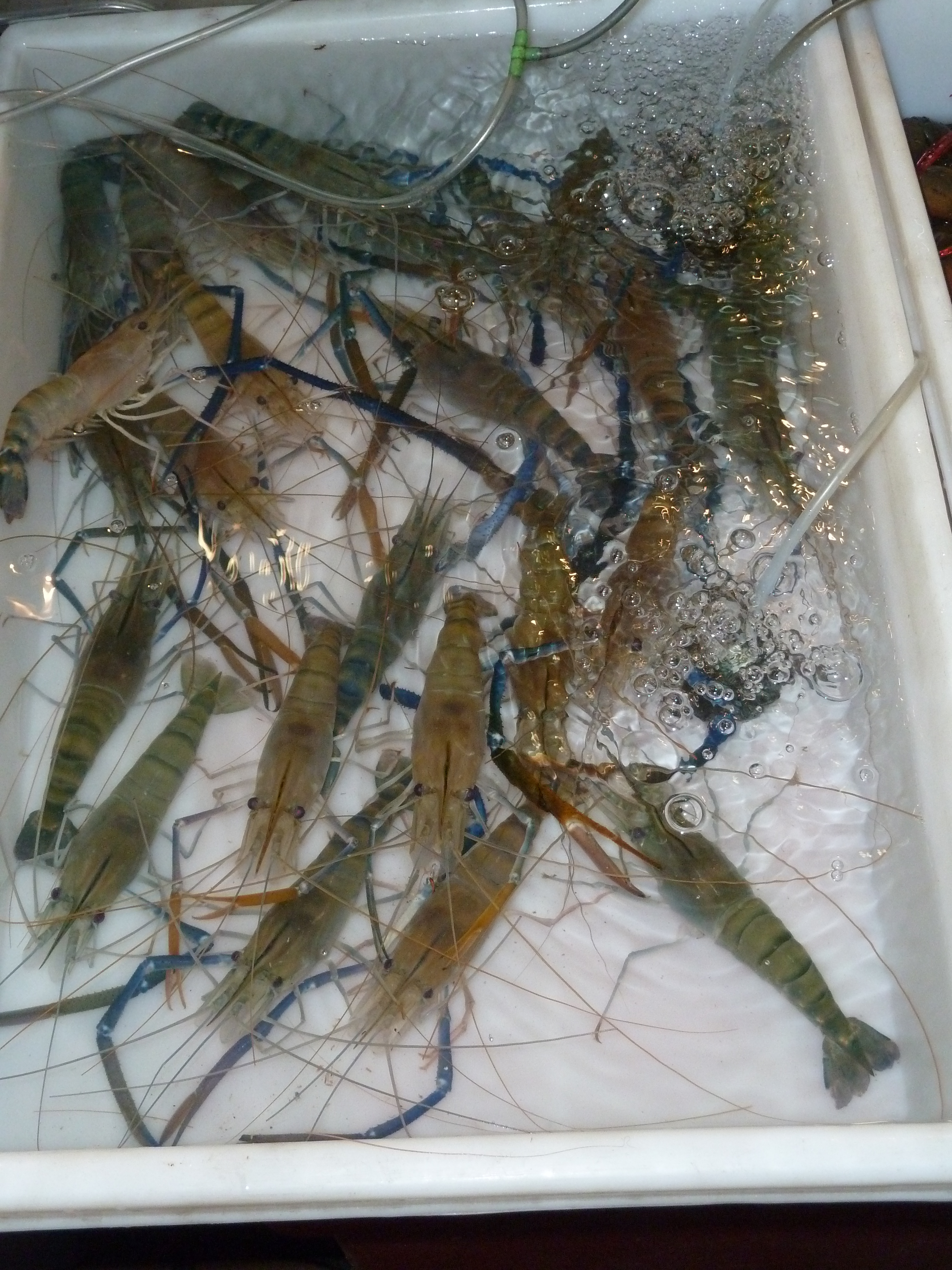
In Bangkok werden Garnelen beider Geschlechter lebend zum Kauf angeboten

Rosenberggarnelen stammen ursprünglich aus dem Indopazifik, wo sie in Wassertiefen von bis zu 2 Metern auftreten und sowohl in Sri Lanka als auch in Indonesien (Java und Borneo) sowie im südlichen China heimisch sind.
Als Neobiota konnte man aus Aquakulturbetrieben entkommene Rosenberggarnelen sowohl in den USA (Mississippi und Hawaii) als auch in Puerto Rico und Guam nachweisen. Darüber hinaus haben sie in Venezuela, Brasilien und auf dem Inselstaat Dominica Kolonien gebildet.
Flüsse und Bäche dienen ebenso als natürlicher Lebensraum wie Seen und Teiche, wobei die Nähe von Brackwasser entscheidend für den Reproduktionserfolg ist. Die Garnelen tolerieren Wassertemperaturen von 16 bis 42 Grad Celsius, benötigen für eine erfolgreiche Fortpflanzung jedoch Temperaturen zwischen 22 und 32 Grad.

## Beschreibung
Mit einer Körperlänge von maximal 25 Zentimetern, bei weiblichen Tieren und bis zu 32 Zentimetern bei männlichen Exemplaren ist die Rosenberggarnele die größte Großarmgarnele. Die Scheren der Männchen erreichen zudem Längen von bis zu 50 Zentimetern.
Jungtiere haben transparente, durchscheinende Körper, während adulte Rosenberggarnelen von der Färbung her zwischen grünlichen und bräunlichen und Grautönen variiert und bei großen Männchen ins Bläuliche gehe kann. Die Geschlechtsreife ist nicht vom Alter abhängig, sondern tritt mit dem Erreichen eines Körpergewichtes zwischen 15 und 35 Gramm ein. Danach setzen die männlichen Tiere ihr Wachstum fort, während es bei Weibchen stagniert, sodass sich ein ausgeprägter Sexualdimorphismus entwickelt. Bei den Männchen wird das zweite Schreitbeinpaar zu den typischen Scheren umgebildet. Dabei weisen männliche Rosenberggarnelen drei optisch und physiologisch unterschiedliche Erscheinungsformen auf. Die größeren, dominanten Männchen tragen blaue Scheren, die doppelt so lang wie der Körper werden können. Die gelb bis orange gefärbten Scheren der kleineren Variante werden etwa so lang wie ihr Körper und die kleinsten adulten Männchen werden nur wenig größer als Jungtiere und haben Scheren, die ihre Körperlänge unterschreiten.
Da die Weibchen nach dem Einsetzen der Geschlechtsreife einen Großteil der verfügbaren Energie in die Anlage von Eiern und Brutpflege investieren, während die Männchen große Scheren ausbilden und weiter wachsen, erreichen weibliche Garnelen in der Regel nur Größen von bis zu 26 Zentimetern.

## Lebensweise
Bei ausreichend feuchtem Wetter sind die Krebstiere in der Lage, über Land zu wandern, um so neue Gebiete zu besiedeln. Die Allesfresser nehmen sowohl pflanzliche Nahrung, wie Früchte, Samen oder Algen, zu sich als auch tierische Kost, wie Würmer, Mollusken, Insekten oder Aas. Auch Kannibalismus ist keine Seltenheit: Insbesondere direkt nach der Häutung werden kleinere Exemplare gern von größeren Rosenberggarnelen verspeist.

## Lebenszyklus

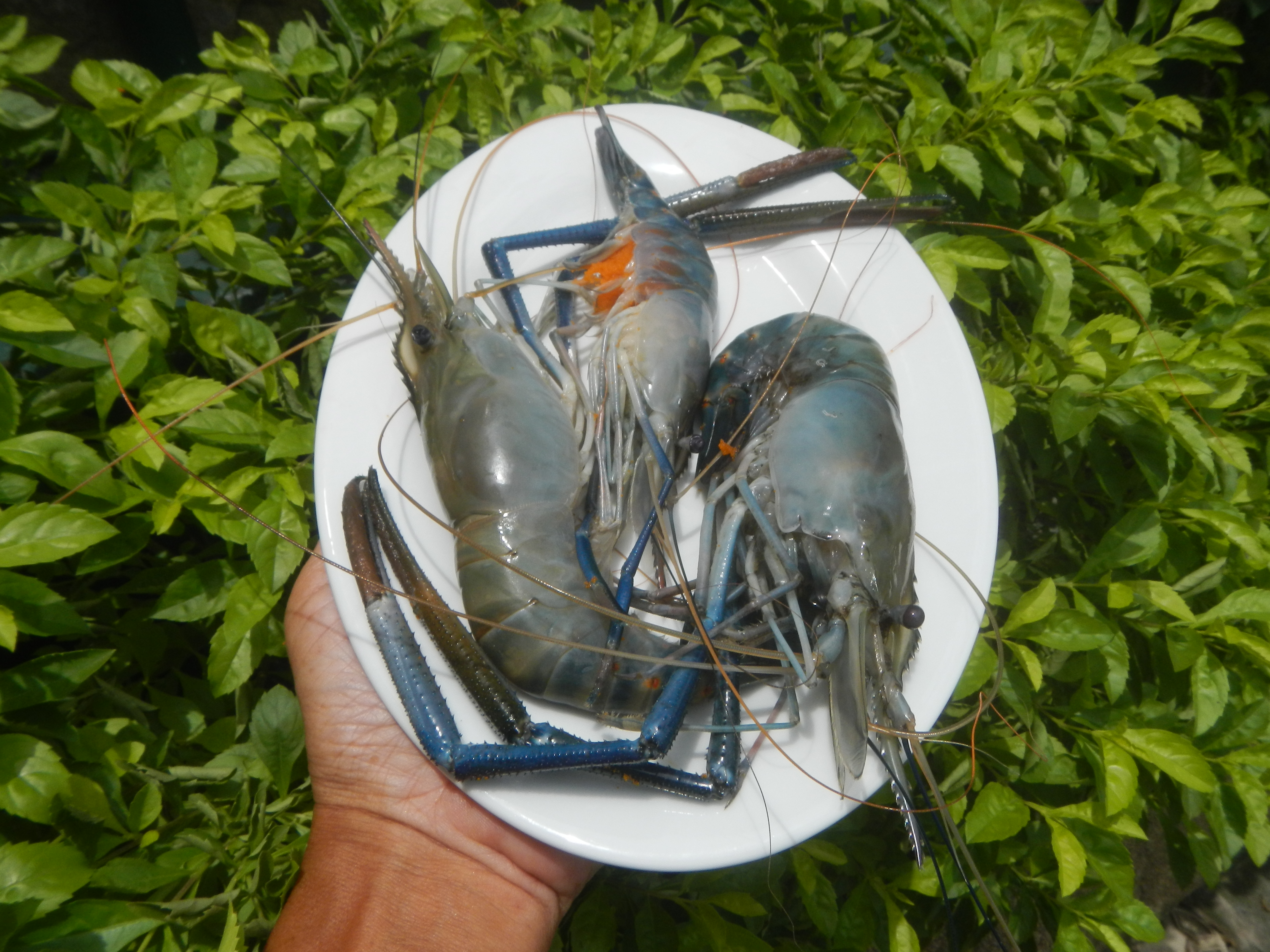
Fangfrische Rosenberggarnelen – die orangefarbenen Eier des Weibchens sind deutlich erkennbar

Fortpflanzung und Entwicklung variieren je nach Standort, da sie sowohl von den Temperaturen als auch vom Wetter abhängig sind. Dabei sind Rosenberggarnelen ganzjährig in der Lage, sich vermehren, wobei die Hauptfortpflanzungszeit mit dem Beginn der Regenzeit zusammenfällt. Große Männchen mit blauen Scheren verhalten sich sowohl dominant als auch territorial und übertragen ein Samenpaket nach einem intensiven Balztanz auf den Gonoporus des frisch gehäuteten Weibchens.
Nach der Befruchtung transportiert das Weibchen die bis zu 100.000 Eier vorsichtig mit Hilfe von speziellen Borsten, bis sie zwischen dem ersten und vierten Schwimmbeinpaar an die Pleopoden geheftet werden. Die Brutpflege bis zum Schlupf beinhaltet dabei nicht nur die Abwehr möglicher Fressfeinde, sondern auch die Versorgung mit sauerstoffreichem Wasser. Die Larven schlüpfen, abhängig von der Wassertemperatur, nach 17 bis 23 Tagen.
Für eine erfolgreiche Entwicklung müssen die winzigen Larven innerhalb weniger Tage so weit flussabwärts gespült werden, dass sie Brackwasser erreichen. Juvenile Tiere durchlaufen innerhalb von 16 bis 35 Tagen eine elfstufige Metamorphose. Mit Abschluss der Metamorphose werden die zuvor frei schwimmenden Jungtiere zu bodenlebenden adulten Tieren, die nun wieder flussaufwärts wandern.

## Zucht in Aquakulturen

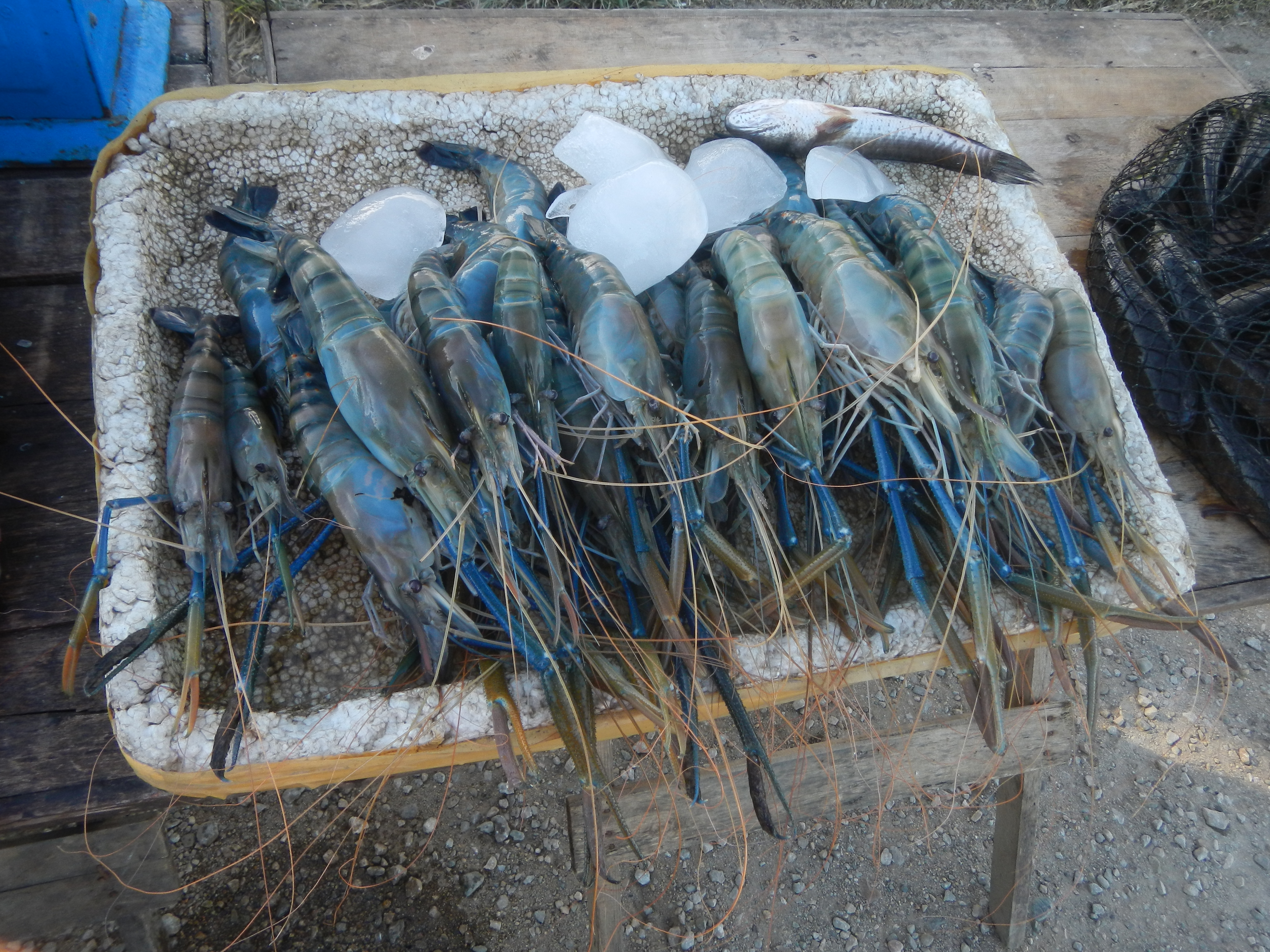
Die Rosenberggarnele wird weltweit in Aquakulturbetrieben gezüchtet

Rosenberggarnelen werden bereits seit den 1960er Jahren in Aquakultur gezüchtet, als das Wissen über die Anzucht der Larven zunächst in Malaysia dokumentiert wurde. Aus Malaysia wurden lediglich 12 ausgewachsene Garnelen nach Hawaii transferiert, wo mit der Massenproduktion begonnen wurde. Als Produktionsstätte für Rosenberggarnelen gewann Hawaii bis in die 1980er Jahre an wirtschaftlicher Bedeutung. Die Besonderheit an adulten Rosenberggarnelen ist, dass sie – anders als die Tiger- und die Weißfußgarnele – im Süßwasser leben, während ihre Larven jedoch auf Brackwasser angewiesen sind.
Die weltweite Produktionsmenge von Rosenberggarnelen aus Aquakultur lag 2018 bei 237.124 Tonnen, mit einem Marktwert von knapp 2 Milliarden US-Dollar. Die Garnelenproduktion floriert und steigt weiterhin an; 2022 waren es nach Angaben der Ernährungs- und Landwirtschaftsorganisation der Vereinten Nationen bereits 294.018 Tonnen.
Für das Jahr 2021 wurde der Warenwert mit rund 2,45 Milliarden US-Dollar angegeben und 54 Prozent der angebotenen Rosenberggarnelen stammten aus China, während Bangladesch, Thailand, Myanmar und Indien als weitere Großproduzenten benannt wurden.
Über Auslese werden die gewünschten Eigenschaften seit Mitte der 1990er Jahre gezielt verstärkt. Insbesondere in China, Vietnam, Indien, Thailand und Indonesien hofft man das Gewicht der Tiere durch Zucht erhöhen zu können. Zu den weiteren Produktionsländern zählen die USA, Mexiko, Peru, der Iran und Malaysia.
Zu den ernstesten Erkrankungen, von denen Rosenberggarnelen als Zuchttiere befallen werden können, zählen Infektionen mit Viren (u. a. aus der Familie der Sarthroviridae) oder Bakterien.
Bei einer Infektion mit Nodaviren verändert sich die Farbe des Körpers, der sich sichtbar aufhellt, was dieser Infektion den englischen Trivialnamen „White Tail Disease“ einbrachte.
Durch ungünstige Haltung- oder Ernährung, können sich bei den Larven bakterielle Infektionen manifestieren, die zu Nekrosen führen.

## Erforschung
Zu den Forschungsfragen, welche für die Zucht der Rosenberggarnelen relevant sind, zählt deren Anfälligkeit auf Umweltgifte, wie Insektizide, die über den Wasserkreislauf auch die Gewässer erreichen. Eine an der University of Kerala durchgeführte Studie zeigte, dass die Überlebensrate der Garnelenlarven nach einer 48-stündigen Exposition mit Imidacloprid, abhängig von der Dosis, sank. Darüber hinaus war der Gesundheitszustand der überlebenden Larven beeinträchtigt und oft verzögerte sich zudem ihre Metamorphose zum adulten Tier. Da das Mittel auch für Lähmungserscheinungen verantwortlich sein kann, nahmen die Larven nach der Exposition zudem deutlich weniger Nahrung auf, wodurch sich ihre Entwicklung noch weiter verzögerte.

## Galerie

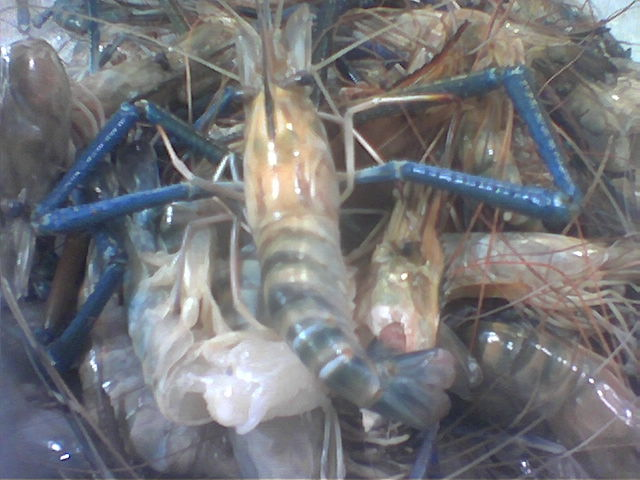
Adulte männliche Rosenberggarnelen sind gut an den langen, blauen Scheren erkennbar (Foto: Yosri)
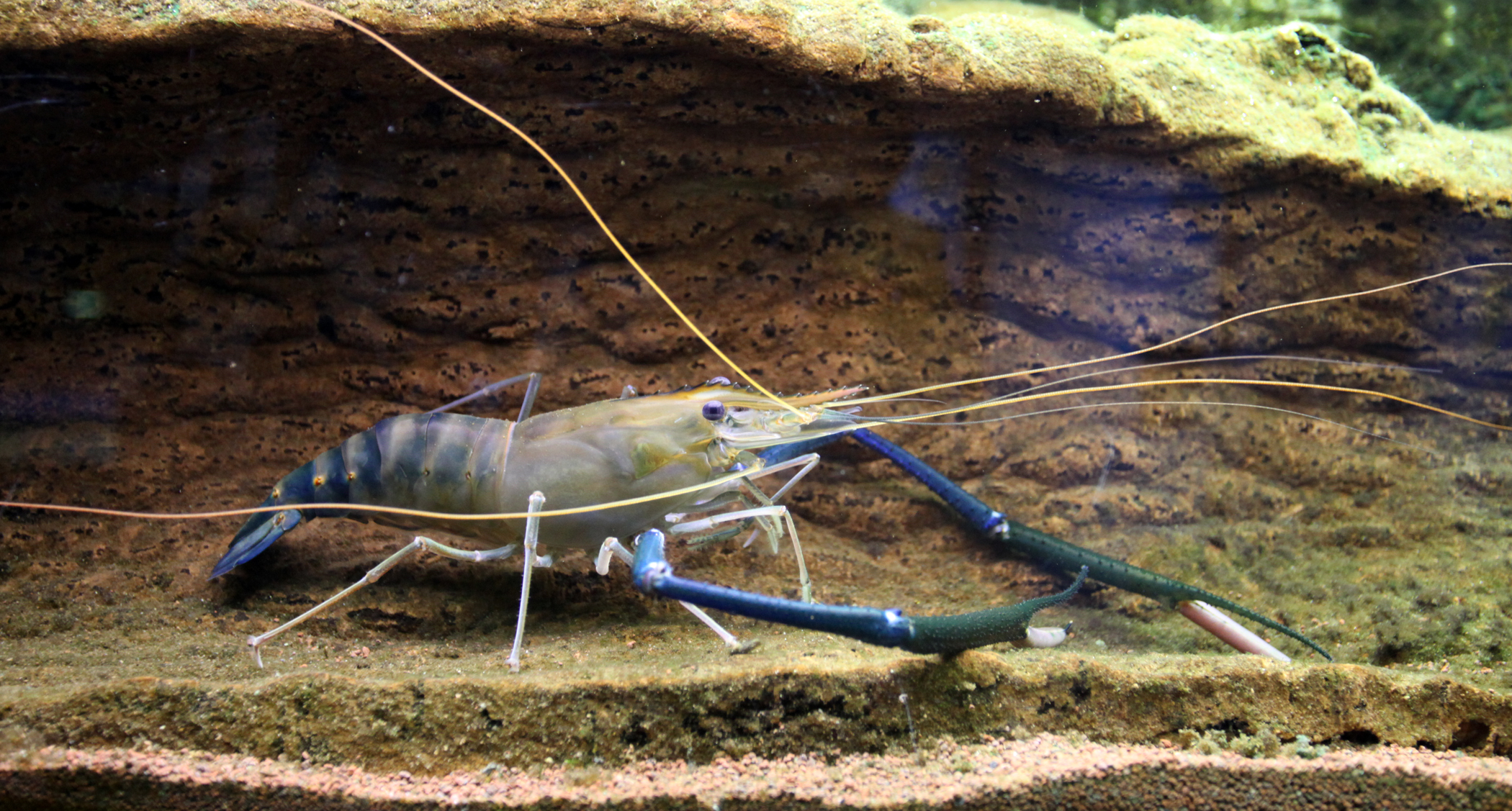
Rosenberggarnele in einem Aquarium (Foto Citron)
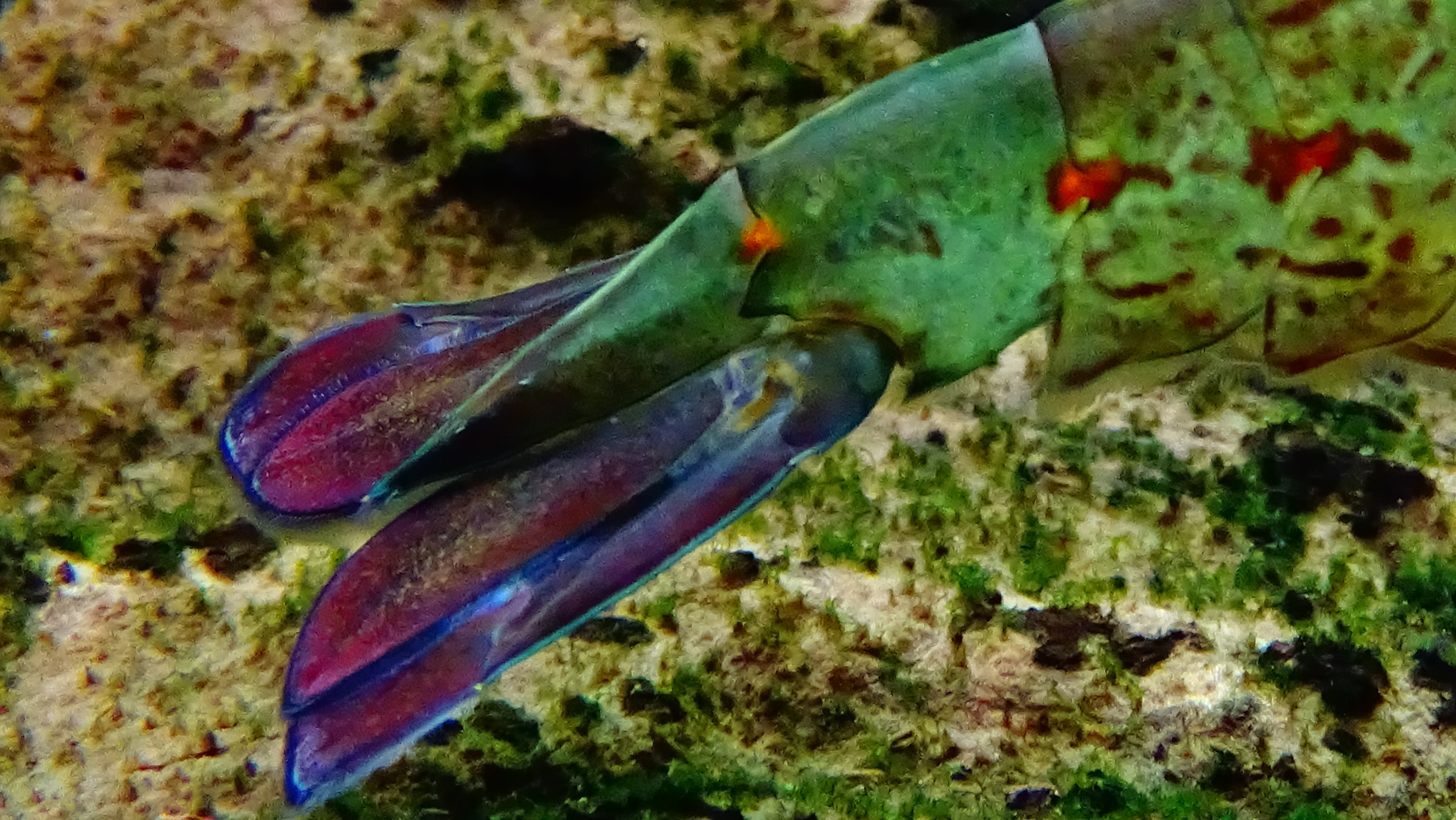
Nahaufnahme der Schwanzflosse, Aquarium du palais de la Porte-Dorée, Paris
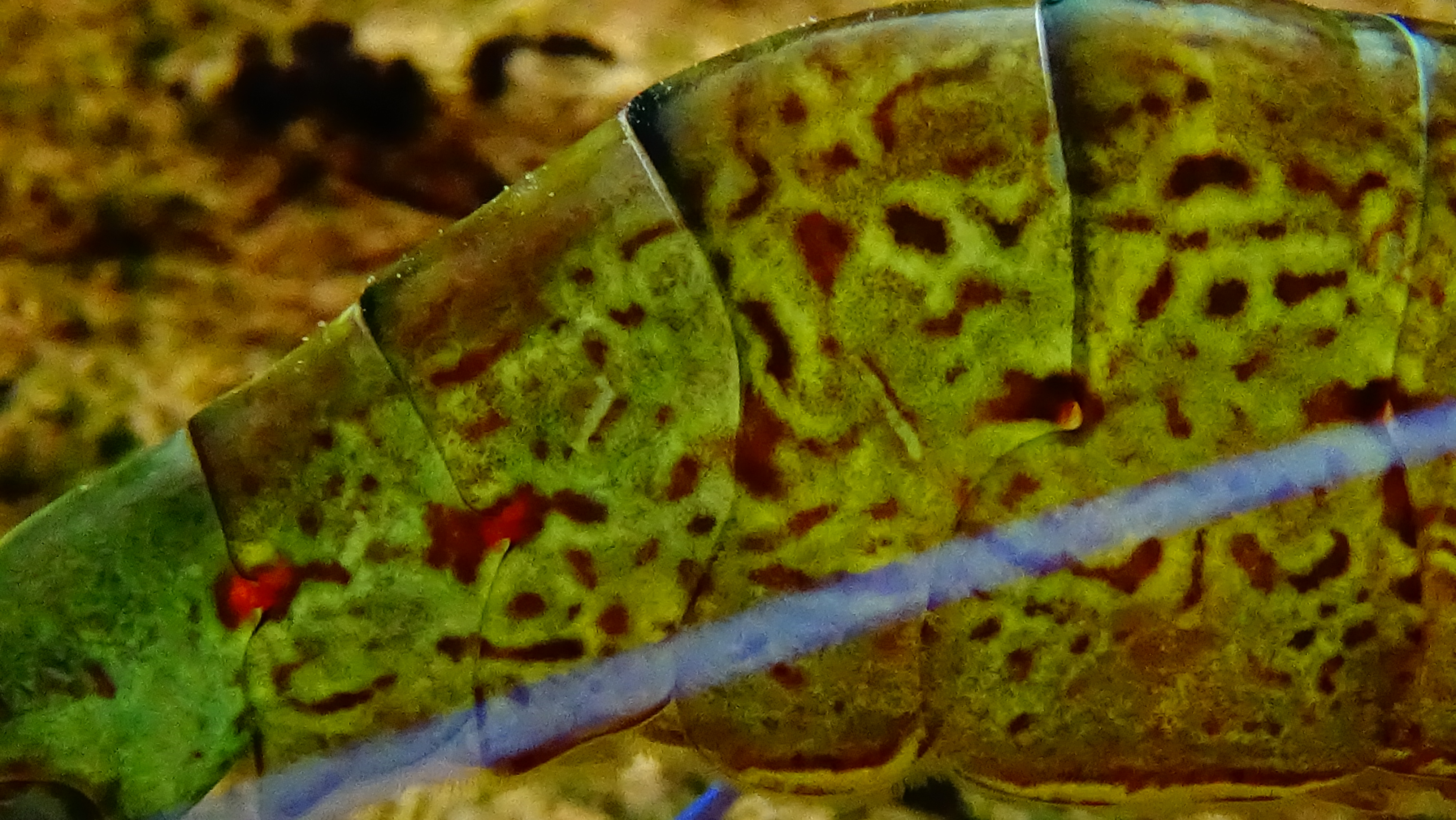
Nahaufnahme des Hinterleibes, Aquarium Porte-Dorée
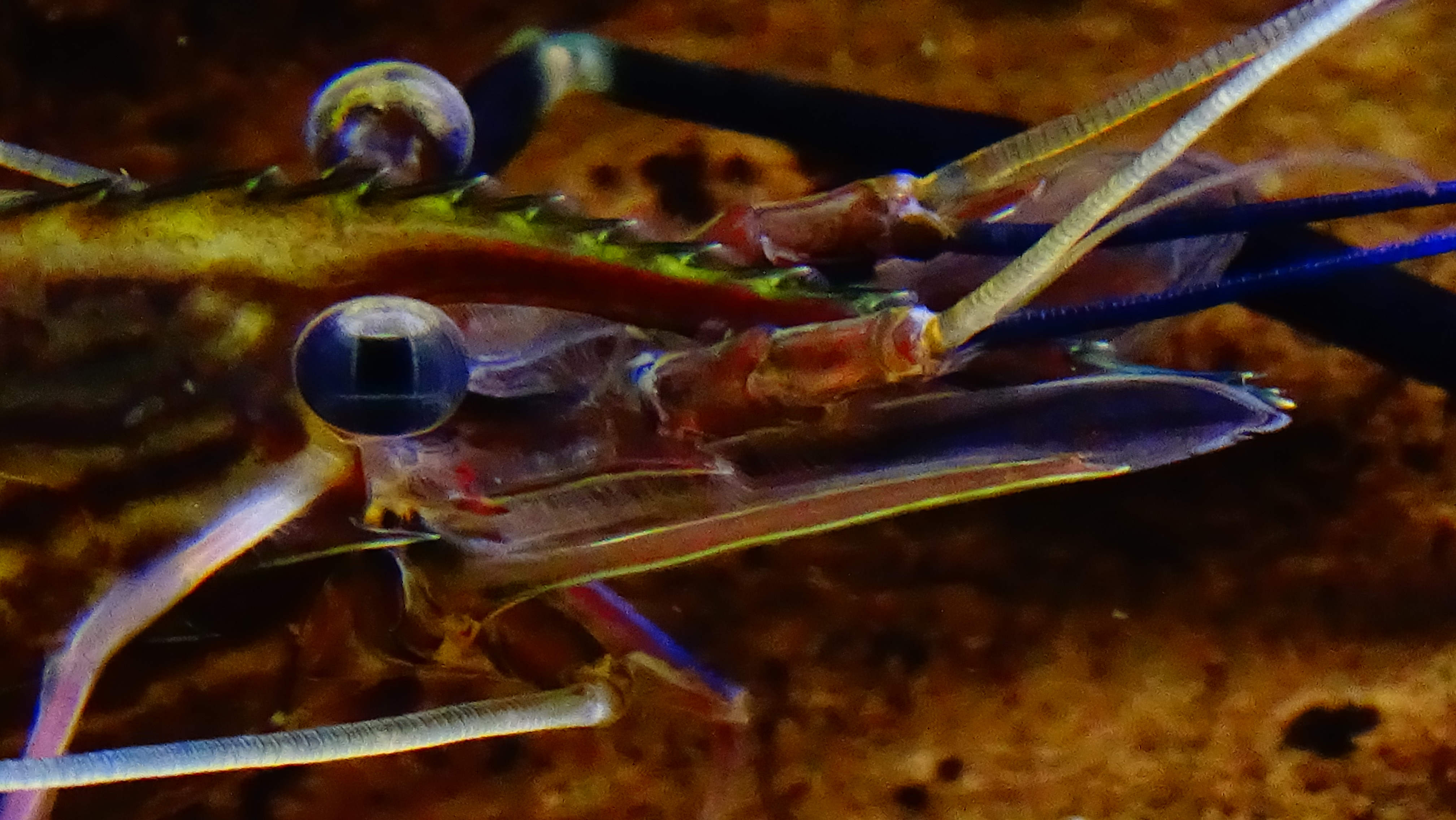
Nahaufnahme der Augenpartie, Aquarium Porte-Dorée
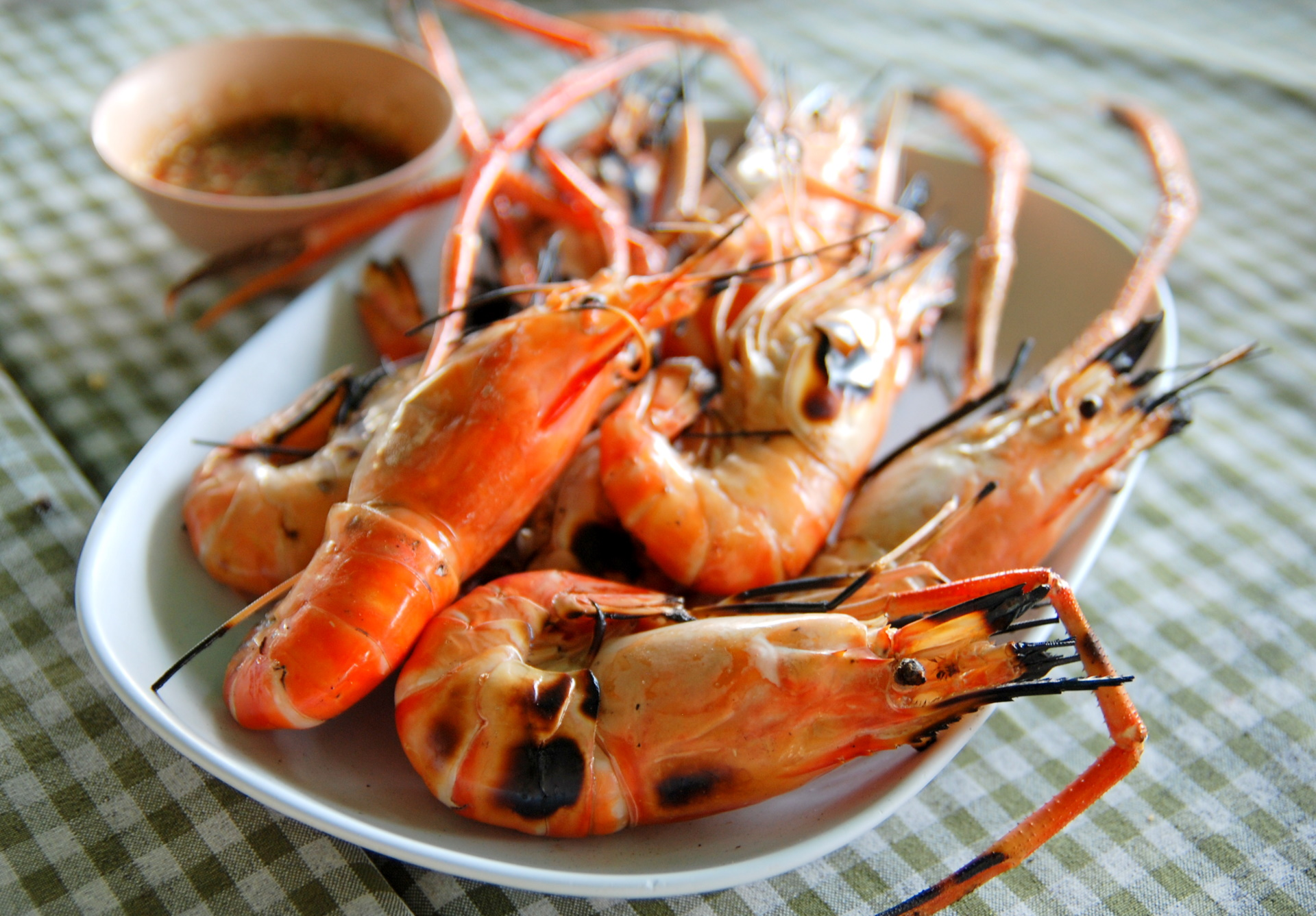
In der thailändischen Küche werden gegrillte Rosenberggarnelen auch Kung yang genannt
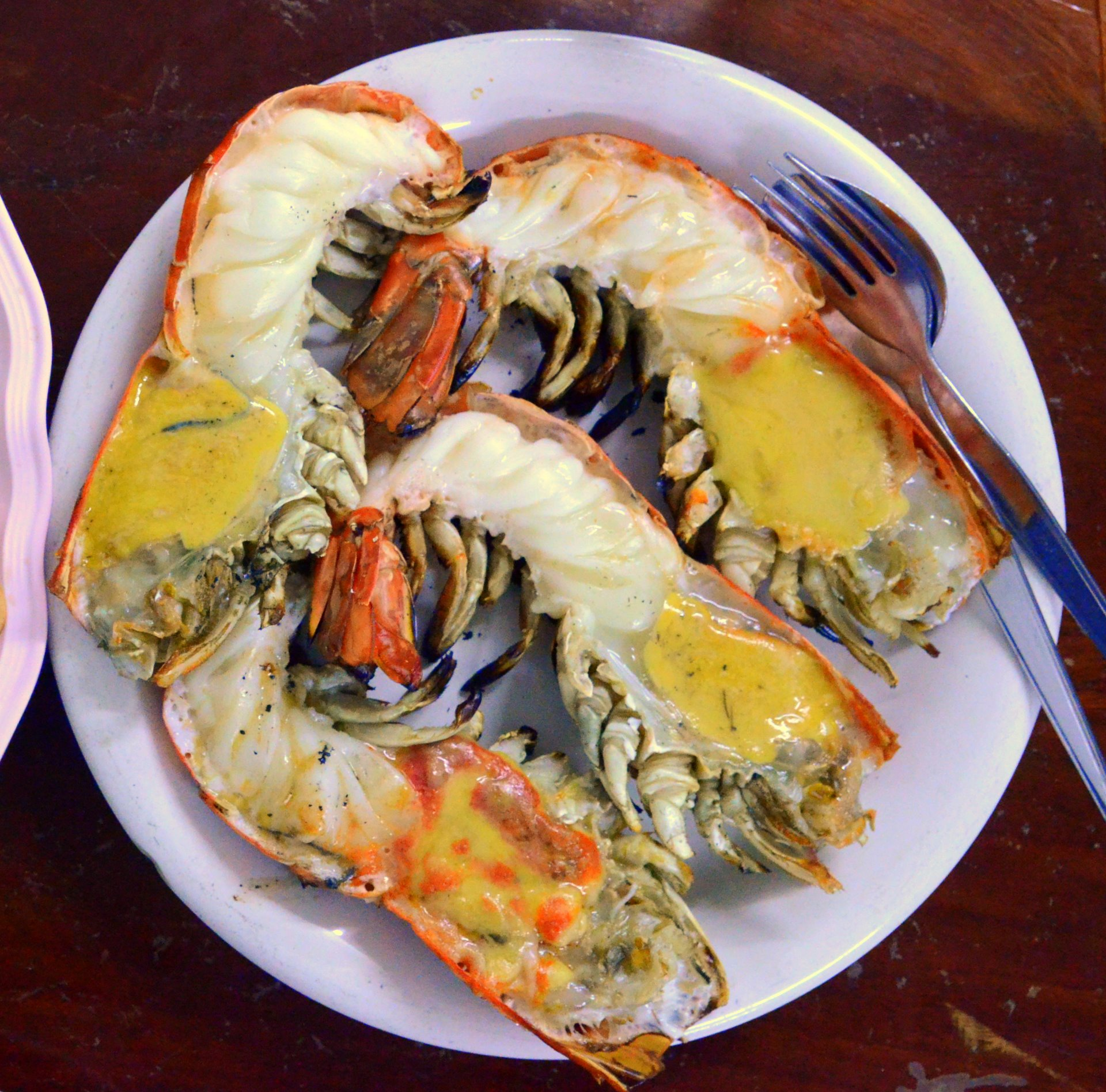
Halbierte Rosenberggarnelen, in Thailand auch als Kung kam kram bekannt